# Tetrameranthus globuliferus
Tetrameranthus globuliferus är en kirimojaväxtart som beskrevs av Lübbert Ybele Theodoor Westra. Tetrameranthus globuliferus ingår i släktet Tetrameranthus och familjen kirimojaväxter. IUCN kategoriserar arten globalt som nära hotad. Inga underarter finns listade i Catalogue of Life.